# Antonio Montucci
Antonio Montucci, né le 22 mai 1762 à Sienne et mort dans cette même ville le 5 mars 1829, est un sinologue et érudit italien.

## Biographie
Antonio Montucci nait à Sienne le 22 mai 1762. Devenu orphelin dès l’âge de cinq ans, il est élevé au collège Massini et obtient à la fin de son cours une bourse pour la faculté de droit à l’université de Sienne. Il suit les cours de jurisprudence et est reçu docteur ; mais il se livre en même temps à l’étude des langues vivantes. Dès 1785, il est nommé professeur d’anglais au collège Tolomei. L’année suivante, il se rend à Florence avec des Anglais auxquels il donne des leçons de langues, y fait connaissance avec Josiah Wedgwood, qui le détermine à venir, en 1789, dans l’espèce de colonie qu’il a fondée, sous le nom de Nouvelle-Etrurie, dans le Staffordshire, pour donner des leçons d’italien à sa nombreuse famille. Se trouvant à Londres en 1792, lorsqu’on faisait les préparatifs pour le départ de lord Macartney, il apprend qu’on a amené de Naples quatre élèves missionnaires chinois qui, entendant le latin, devaient accompagner l’ambassade en qualité d’interprètes. Montucci, qui a déjà commencé, sans autre secours que les livres de Fourmont, à étudier le mandarin, écrit en chinois à ces jeunes étrangers une lettre qui les met en relation avec lui. Il a occasion de leur rendre quelques services et, par reconnaissance, ils lui font présent d’un exemplaire du précieux dictionnaire chinois Tching-tseu-thoung, qu’il eût été impossible de se procurer en Europe. Les fréquents entretiens que Montucci a avec ces missionnaires, lui donnent, sur leur langue parlée, des connaissances que l’on chercherait en vain dans les livres. À quelques absences près, il demeure dans la capitale de l’Angleterre jusqu’en 1804, donnant toujours des leçons des diverses langues, sans interrompre ses études chinoises. Il forme dès lors le plan d’un dictionnaire chinois plus parfait et plus commode pour un Européen que tous ceux qu’on a imprimés à la Chine, ou que les lexiques manuscrits dont se servent les missionnaires ; mais l’impression d’un tel ouvrage en Europe est au-dessus des moyens d’un particulier. Il en communique le prospectus à diverses académies et aux souverains les plus intéressés par l’encouragement de pareilles études. Le roi de Prusse, auquel il a envoyé un de ses opuscules sur la littérature chinoise, est le seul qui l’honore d’une réponse ; il n’en fallut pas davantage pour le déterminer à quitter la Grande-Bretagne, où on le berçait depuis longtemps de vaines espérances entremêlées de refus piquants. Il se rend en 1806 à Berlin, mais Napoléon y arrive six semaines après, et le roi de Prusse, contraint d’abandonner sa capitale, a à s’occuper de tout autre chose que d’un dictionnaire chinois. Montucci n’en continue pas moins ses travaux, toujours en donnant des leçons d’anglais et d’italien. Ce n'est qu’en 1809 qu’il peut faire venir les dictionnaires et d’autres livres chinois qu’il a laissés en Écosse, et dès l’année suivante, il commence à faire graver en bois, à ses frais, les types des caractères de cette langue nécessaires pour l’impression de son grand dictionnaire. La netteté de ces types surpasse tout ce qu’on a exécuté en ce genre dans l’Occident. Professeur d’italien depuis huit ans à la cour de Berlin, il quitte cette capitale pour Dresde, où il est accueilli avec beaucoup d’empressement. C’est là qu’il achève son grand ouvrage sur les caractères chinois. Après quarante-deux ans d’absence, Montucci rentre enfin dans sa patrie. Il va à Rome et est reçu par le pape Léon XII, auquel il cède ses livres, ses manuscrits et ses types chinois au nombre de vingt-neuf mille. Il se retire ensuite dans sa ville natale, où il meurt le 5 mars 1829.

## Œuvres
- Poesie finora inedite del magnifico Lorenzo de’ Medici , tratte da un codice della Laurenziana, Liverpool, 1790, in-12. Le célèbre historien anglais William Roscoe fit les frais de cette édition, et ce fut un autre Anglais (W. Clarke) qui copia les manuscrits à la bibliothèque de Florence.
- Key to the italian classics, Londres, 1793, in-12. C’est un recueil d’anecdotes et morceaux choisis, tirés des meilleurs classiques italiens, avec une version anglaise et la prononciation italienne marquée par des signes particuliers, à l’usage des Anglais.
- Liturgia italiana, ibid., 1794, in-12. C’est une traduction italienne du Book of common prayers. La version des psaumes est entièrement de Montucci.
- The italian pocket Dictionary, 1795, in-12, souvent réimprimé ;
- Metastasio. Opere scelte, con elogio e ritratto dell’autore, Londres, 1796, 2 vol. in-12 ;
- Lettere d’una Peruviana, nuova traduzione, Londres, 1802, in-12. Il n’eut pas le temps de terminer ce travail, et les quatre dernières lettres sont de la version de Diodati.
- An essay, etc. (Essai sur la décadence actuelle de la littérature toscane, reconnue par le comte AIfieri, dans une lettre à l’auteur), inséré dans le Monthly Magazine de juillet 1804, pages 558 et suivantes ;
- Quindici tragedie di Vittorio AIfieri, con la Merope di Maffei e l’Aristodemo di Monti, Edimbourg, 1805, 3 vol. in-12. L’éditeur y a joint un extrait des Mémoires littéraires d’Alfieri, et une défense assez vive de cet auteur contre le marquis Falletti di Barolo, de Turin. Montucci se proposait de donner une collection complète des tragiques italiens, mais d’autres objets lui firent perdre celui-là de vue.
- Galignani’s 24 Lectures on the italian language, etc., nouvelle édition, augmentée des deux tiers, Edimbourg, 1806, in-8° ;
- Italian extracts, ibid., in-8° ; c’est une suite du précédent. On y trouve, d’après Salviati, mais avec d’importantes corrections et additions, un curieux tableau offrant le Specimen de neuf dialectes italiens sur le texte d’un fragment de Boccace.
- Select dramatic pieces, etc., ibid., id., suivi de mémoires littéraires sur Goldoni, Métastase et Alfieri ;
- Redi, il Ditirambo, con note estratte da quelle dell’autore e la famosa lettera di Boccaccio a Pino de Rossi su l’esilio, ibid.

Les ouvrages suivants sont tous relatifs à la littérature chinoise :
- Proposals, etc. (Prospectus d’un ouvrage élémentaire sur la langue chinoise), avec une Réponse aux auteurs de la Critical Review, Londres, 1801, in-4° ;
- Une Notice détaillée de l’Évangile chinois, manuscrit conservé dans le British Museum (Gentleman’s Magazine, octobre et novembre 1801) ;
- Notice d’un dictionnaire manuscrit chinois, latin et portugais (Monthly Magazine, avril 1804) ;
- A complete History, etc., (Histoire complète de la calligraphie chinoise depuis environ 2700 ans, 1804 (Universal Magazine, nos 3 et 6). On a tiré à part un très-petit nombre d’exemplaires de ce curieux mémoire, qui est en anglais ainsi que les quatre précédents.
- De studiis sinicis, Berlin, 1808, grand in-4° ;
- Remarques philologiques sur les voyages en Chine de M. de Guignes, par un sinologue de Berlin, ibid. , 1809, in-8° ;
- Audi alteram partem, ou Réponse à la lettre de M. de Guignes insérée dans les Annales des voyages, ibid., 1810, in-8° ;
- Urchchih-tsze teen, etc., ou Examen comparatif (par allèle) des deux dictionnaires chinois entrepris par le rèvèr. Robert Morrison et Ant. Montucci, Londres, 1817, in-4°. L’auteur y a joint une nouvelle édition des Horæ sinicæ de Morrison, et le texte chinois du San-tsi-king (voy. les Annales encyclop. de 1817, t. 5, p. 12).
- A full account of the shingyn or sacred edict of the translations of M. Milne and sir George Staunton, Londres, 1823.